# Grumman TBF Avenger

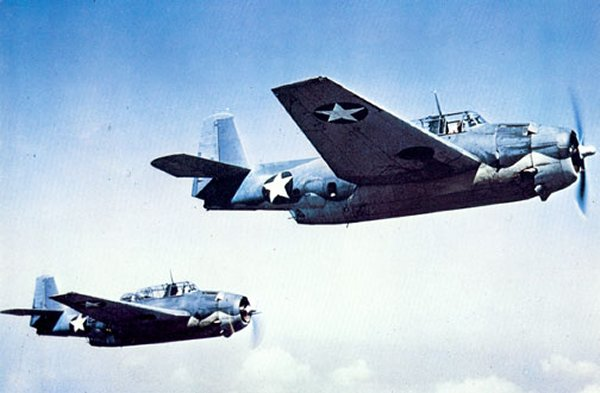
Dois TBF Avengers.

Grumman TBF Avenger, ou TBM para as aeronaves produzidas pela General Motors, foi um avião-torpedeiro construído para a Marinha dos Estados Unidos e para os Marines, que participou da II Guerra Mundial entrando em ação em junho de 1942 na Batalha de Midway, durante a Guerra do Pacífico.
O TDB Douglas Devastator, construído em 1935 e até então principal torpedeiro da marinha norte-americana, havia se tornado obsoleto mesmo antes dos Estados Unidos entrarem na guerra. O governo contratou a empresa Grumman para desenvolver um avião mais moderno e o mesmo foi apresentado em sua fábrica na tarde de 7 de dezembro de 1941, ironicamente, o dia em que os EUA sofreram o ataque a Pearl Harbor. Com a difusão da notícia, a fábrica foi selada para se proteger de algum ataque inimigo e seus operários trabalharam em regime de urgência, fazendo com que seis meses depois, em junho de 1942, cem destes aviões fossem enviados para o Pacífico.
Seis deles participaram da defesa das Ilhas Midway e do ataque à esquadra japonesa mas devido a ainda pouca experiência dos pilotos com o avião, cinco deles foram destruídos na batalha.
Pelo resto da guerra entretanto, o Avenger participaria com sucesso de diversas batalhas aeronavais, como Guadalcanal e Ilhas Salomão (onde afundaram um porta-aviões japonês).
O Avenger teve duas versões mais modernas, TBF1-C e TBM3 (o de maior produção, com cerca de 4.200 aeronaves), e além de sua função principal de torpedeiro de belonaves de batalha de superfície também se tornou um grande “matador” de submarinos inimigos, tanto no Pacífico quanto no Atlântico, afundando trinta deles, mas aos poucos sua produção foi diminuindo, em detrimento do mais moderno F6F Hellcat, o caça que se tornaria o maior rival dos Zeros japoneses na Guerra do Pacífico. 
O torpedeiro também tem sua história ligada a personalidades famosas. O ex-Presidente dos Estados Unidos George H. W. Bush foi um piloto de Avenger durante a guerra e em junho de 1943 era o mais novo aviador naval no conflito. Em setembro de 1944 ele foi abatido num destes aviões sobre a ilha japonesa de Chichi Jima; seus dois companheiros de tripulação morreram no episódio, mas Bush conseguiu lançar suas bombas e atingir o alvo antes de ser abatido, o que lhe valeu mais tarde a condecoração Distinguished Flying Cross da Marinha dos Estados Unidos.
Outra personalidade que combateu na guerra num TBF Avenger foi o ator Paul Newman, que atuou como artilheiro de cauda num destes aviões. Newman esperava ser aceito como piloto, mas recusado por causa de daltonismo, lutou como metralhador; como aviador naval do porta-aviões USS Hollandia, ele se encontrava a setecentos quilômetros do Japão quando Hiroshima sofreu o bombardeio atômico que encerrou a Guerra no Pacífico.
Após a II Guerra, o Avenger continuou a ser usado por vários anos pelas forças aéreas do Canadá e da Nova Zelândia, como apoio a alguns corpos de bombeiros nos Estados Unidos e para voos particulares na mão de colecionadores de guerra.
Foi um esquadrão destes aviões, o Voo 19, que desapareceu misteriosamente num voo de patrulha sobre o Mar do Caribe em dezembro de 1945, dando início às lendas sobre o Triângulo das Bermudas.

## No Brasil
A Aviação Naval Brasileira operou três aeronaves TBM. Os aviões foram doados pela USN para uso exclusivo em treinamento de manobras a bordo do porta-aviões Minas Gerais, que os trouxe ao Brasil quando este foi adquirido em 1956 da Marinha Real Britânica. 
Depois de uma decolagem fracassada, que terminou na perda de um exemplar, os outros dois foram transportados para a Base Aérea Naval de São Pedro da Aldeia, onde voaram pouco, por falta de peças de reposição. E, devido as desavenças com a Força Aérea Brasileira sobre qual força deveria operar os aviões a partir do porta-aviões, estes não puderam voltar ao Minas Gerais.
Em 1965, com a proibição da Marinha do Brasil de operar aeronaves de asa fixa, os Avenger foram desativados e, posteriormente, sucateados.